# Anchiphiloscia karongae
Anchiphiloscia karongae là một loài chân đều trong họ Philosciidae. Loài này được Stebbing miêu tả khoa học năm 1908.